# Castletown Geoghegan
Castletown Geoghegan är en ort i republiken Irland. Den ligger i den centrala delen av landet, 80 km väster om huvudstaden Dublin. Castletown Geoghegan ligger 98 meter över havet och antalet invånare är 150.
Terrängen runt Castletown Geoghegan är platt. Runt Castletown Geoghegan är det glesbefolkat, med 16 invånare per kvadratkilometer. Närmaste större samhälle är An Muileann gCearr, 13,3 km nordost om Castletown Geoghegan. Trakten runt Castletown Geoghegan består i huvudsak av gräsmarker.